# Knockboy
Knockboy (An Cnoc Buí , « montagne jaune ») est le point culminant des monts Shehy avec 706 m d'altitude. Il se situe à la limite entre le comté de Cork et le comté de Kerry.

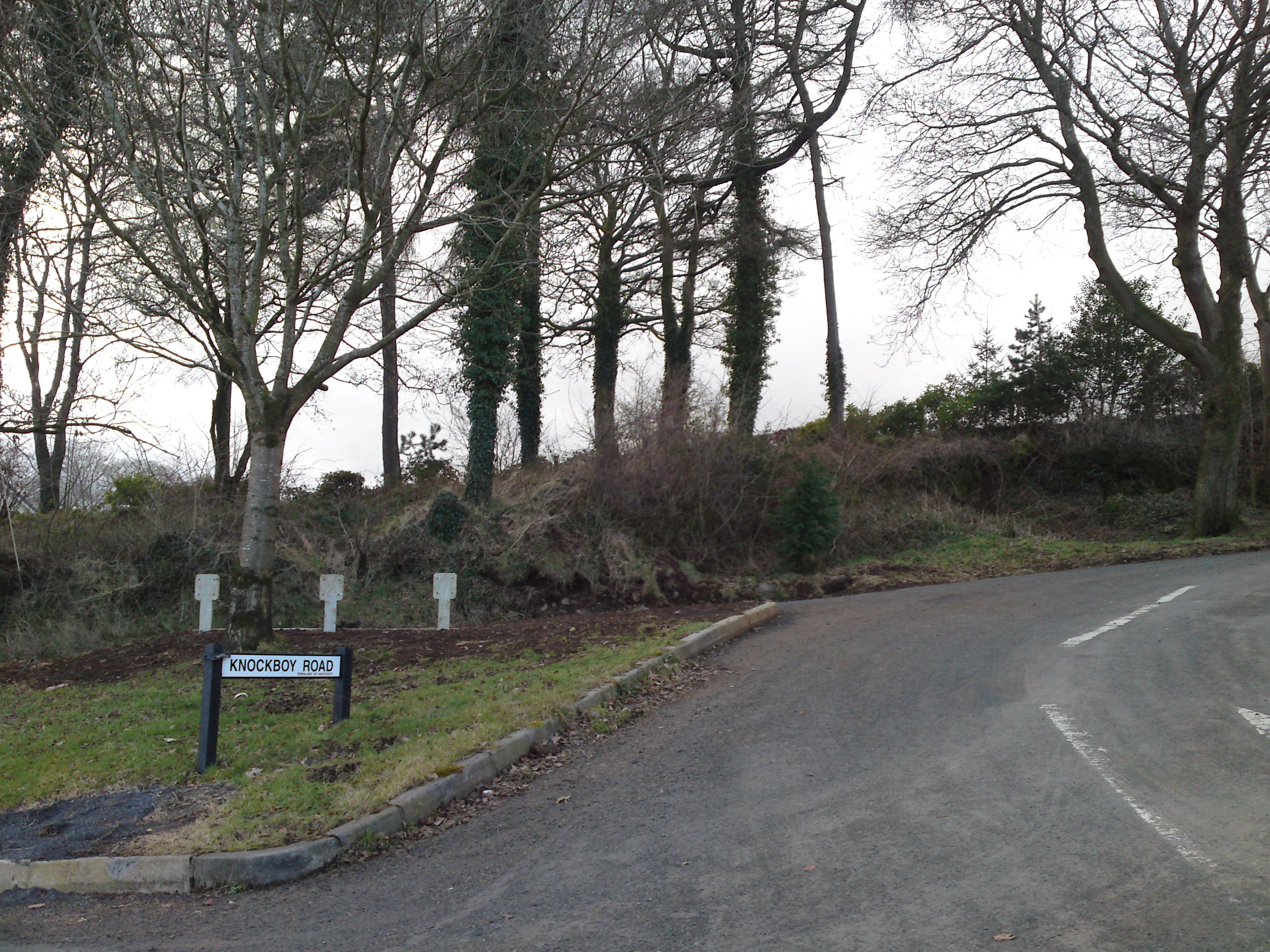
Route du Knockboy
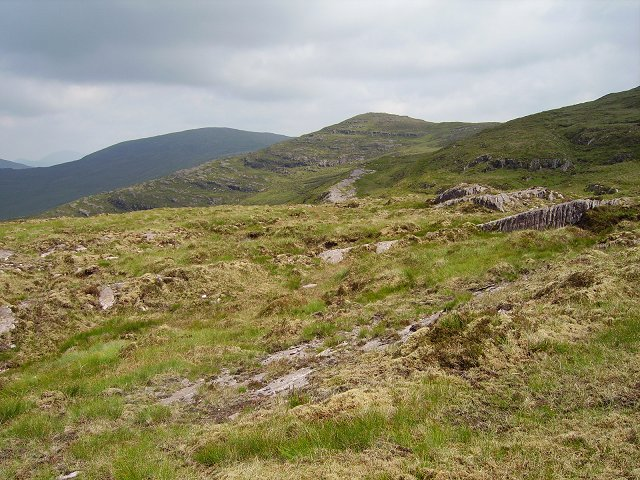
Face nord du Knockboy